# (2247) Hiroshima
Pour les articles homonymes, voir Hiroshima.
(2247) Hiroshima est un astéroïde de la ceinture principale découvert le 24 septembre 1960 par Cornelis Johannes van Houten, Ingrid van Houten-Groeneveld et Tom Gehrels.
Il a été ainsi baptisé en hommage à la ville d'Hiroshima, au Japon.